# Sven Dufva (film)
Sven Dufva (finska: Sven Tuuva) är en finländsk historisk krigsfilm från år 1958. Filmen är baserad på Johan Ludvig Runebergs dikt Sven Dufva i diktverket Fänrik Ståls sägner.
Filmen berättar om en äldre sergeants son, Sven Dufva, som vill ta värvning i armén trots att han är helt oaktsam. Filmens händelser är från Finska krigets tid mellan år 1808-1809. I slutet av filmen blir Sven Dufva hjälte vid slaget vid Virta bro. Filmen är en dramatisering av den ursprungliga dikten. I filmen är Sven från Kristina och talar dialekten från Savolax, även om dikten inte omnämner sådana egenskaper.
Veikko Sinisalo spelar huvudrollen som Sven Dufva. Filmen är finskspråkig och den har regisserat av Edvin Laine.

## Roller
Lista över huvudroller:
| Namn            | Roll                 |
| --------------- | -------------------- |
| Veikko Sinisalo | Sven Dufva           |
| Edvin Laine     | Svens far            |
| Fanni Halonen   | Svens mor            |
| Salme Karppinen | flickan Karin        |
| Aarne Laine     | korporal Örn         |
| Kauko Helovirta | Dunker               |
| Mirjam Novero   | Dunkers fru          |
| Leevi Kuuranne  | Kung Gustav IV Adolf |
| Esa Saario      | Jägare               |